# Lepidochrysops poseidon
Baviannskloof Blue (Lepidochrysops poseidon) là một loài bướm ngày thuộc họ Lycaenidae. Nó là loài đặc hữu của Nam Phi.
Sải cánh dài 34–40 mm đối với con đực and 34–36 mm đối với con cái. Con trưởng thành bay từ cuối tháng 11 đến february.